# La Forteresse
La Forteresse là một xã thuộc tỉnh Isère, vùng Rhône-Alpes đông nam nước Pháp. Xã này nằm ở khu vực có độ cao từ 503-773 mét trên mực nước biển.